# Adrian Monger
Adrian Monger, né le 6 décembre 1932 et mort le 10 juillet 2016 à Perth, est un rameur d'aviron australien.

## Carrière
Adrian Monger a participé aux Jeux olympiques de 1956 à Melbourne. Il a remporté la médaille de bronze  avec le huit australien composé de Michael Aikman, David Boykett, Brian Doyle, James Howden, Walter Howell, Garth Manton, Fred Benfield et Harold Hewitt.